# Dom Klattów w Knyszynie
Dom Klattów w Knyszynie – zabytkowy dom w Knyszynie.
Został zbudowany pod koniec XVIII wieku z drewna na planie prostokąta. W domu zamieszkała rodzina Klattów, która przybyła na Podlasie z Niemiec. Po przejściu Knyszyna z zaboru pruskiego do rosyjskiego Klattowie pozostali w mieście, z czasem się polonizując. Poza Klattami w domu mieszkali Bartkiewiczowie oraz Piaseccy, którzy zbierali dokumenty dotyczące Knyszyna, przedmioty dawnych mieszkańców oraz inne pamiątki. Po śmierci ostatniej właścicielki dom przeszedł na własność gminy, która utworzyła ekspozycję, dostępną do zwiedzania.